# Szofiana
A Szofiana spanyol eredetű női név,
amely vagy a Szofia és az Anna név összekapcsolásából alakult ki, vagy pedig az arab eredetű Szufján férfinév női párja.

## Gyakorisága
Az 1990-es években szórványos név, a 2000-es években nem szerepel a 100 leggyakoribb női név között.